# Пётркув-Куявски
Пётркув-Куявски (пол. Piotrków Kujawski) — город в Польше, входит в Куявско-Поморское воеводство, Радзеювский повят. Имеет статус городско-сельской гмины. Занимает площадь 9,68 км². Население — 4463 человека (на 2004 год).